# Зіньковецький район
Зіньковецький райо́н (рос. Зиньковецкий район) — історична адміністративно-територіальна одиниця Радянського Союзу, в складі УСРР. Існувала з 1923 по 1931 роки. У 1923-1930 роках підпорядковувався Кам'янецькій окрузі, з червня по вересень 1930 — Проскурівській окрузі УСРР, у 1930–1931 роках був районом республіканського підпорядкування УСРР. Адміністративний центр — містечко Зіньків.

## Історія
Утворений 7 березня 1923 року в складі Кам'янецької округи Подільської губернії УСРР з частин Зіньківської та Михалпольської волостей Летичівського повіту і частини Єрмолинецької волості Проскурівського повіту Подільської губернії.
1 серпня 1925 року губернії були ліквідовані. 13 червня 1930 року Кам'янецька округа була ліквідована і район перейшов до Проскурівської. 15 вересня 1930 року ліквідовані округи, район перейшов у республіканське підпорядкування.
3 лютого 1931 року було проведено укрупнення районів республіки, внаслідок чого Зіньковецький район був ліквідований, його територія ввійшла до Затонського району.